# Elimia floridensis
Elimia floridensis är en snäckart som först beskrevs av Reeve 1860.  Elimia floridensis ingår i släktet Elimia och familjen Pleuroceridae. Inga underarter finns listade i Catalogue of Life.